# Beveiligd Notarieel Netwerk
Beveiligd Notarieel Netwerk, afgekort BNN, is een Belgisch, van het publieke internet afgeschermd, privaat computernetwerk dat in mei 2021 gezamenlijk werd opgericht door de Federatie van Notarissen (Fednot) en telecom-operator Proximus. Door middel van de speciaal daarvoor aangelegde, extra beveiligde glasvezelkabel Webex staan alle Belgische notariskantoren op een performante manier met elkaar en met de overheid in verbinding. Hierdoor kan het verlijden van een 'akte op afstand' met behulp van een vertrouwelijke videoconferentie op een snelle en betrouwbare wijze gebeuren.